# Estado Russo (unificado)
O Estado Russo (russo: Русское государство) ou Estado da Rússia (russo: Российское государство) foi um Estado no final do século XV e início do século XVII,I formado como resultado da unificação dos Principados do nordeste da Rússia no final do século XV, durante o reinado do Grão-Duque de Moscou Ivan III.
As bases do Estado Russo foram lançadas como resultado da anexação da República de Novgorod ao Grão-Ducado de Moscou por Ivan III em 1478, bem como a eliminação final do jugo mongol em 1480. Tendo herdado de seus antecessores o pretensioso título de "Soberano de Toda a Rússia", Ivan III aumentou significativamente seu conteúdo real, perseguindo uma política bem-sucedida de "reunir terras russas" e superar o jugo mongol-tártaro. Como resultado de seu reinado de 43 anos, surgiu na Europa Oriental uma nova grande potência, no local de principados feudais dispersos, percebendo-se como o renascimento da Rússia de Kiev (Antigo Estado Russo) e também reivindicando aquela parte de sua herança territorial que foi para o Grão-Ducado da Lituânia. Como o único Estado Ortodoxo independente na época, o Estado Russo também se posicionou como herdeiro do Império Bizantino caído.
Em meados do século XVI, foram realizadas reformas na Administração Pública, incluindo a criação do primeiro Órgão Representativo do Estado da História (Zemski Sobor) e um Exército permanente (Streltsi). Os territórios dos canatos de Cazã (1552) e Astracã (1556) foram anexados, assim toda a bacia do Volga ficou sob o controle de Moscou. O Chefe de Estado assumiu o título real e a anexação da Sibéria começou. Em 1558, o Estado Russo entrou em uma prolongada guerra no Báltico (Guerra da Livônia). Após a entrada do Grão-Ducado da Lituânia, o Czar de Moscou, Ivan, o Terrível, começou a luta contra a oposição interna, que, juntamente com o ônus da economia para as necessidades da guerra, levou a uma crise econômica. Neste contexto, após a supressão da Dinastia Rurik, começou o Tempo de Dificuldades (1605-1613), quando por vários anos as regiões do sudoeste economicamente mais desenvolvidas do país se rebelaram com o apoio dos intervencionistas poloneses, como resultado, Chernigov e Smolensk, conquistada um século antes da Lituânia, foram perdidas. Durante o reinado do Czar da nova dinastia Romanov, Alexei Mikhailovich, essas terras, juntamente com toda a margem esquerda da Ucrânia e Kiev, retornaram ao controle de Moscou após a transferência dos Cossacos Zaporijianos para o controle de Moscou e os muitos anos de Guerra Russo-Polonesa, e a Metrópole de Kiev foi anexado à Metrópole de Moscou. Ao mesmo tempo, após a adoção do Código do Concílio, a servidão foi finalmente estabelecida no Estado Russo (1649), ocorreu um cisma da Igreja Russa devido às reformas do Patriarca Nicônio (1654) e uma revolta liderada por Estevão Razin (1667-1671). O novo Czar Pedro I, que chegou ao poder em 1689, realizou reformas no Exército e na Administração do Estado, incluindo a abolição dos Zemski Sobors e a subordinação da Igreja ao Estado, venceu a Guerra do Norte contra a Suécia e assumiu o título do Imperador em 1721.